# Mae Faggs
Aeriwentha Mae „Toots“ Faggs Starr (* 10. April 1932 in Mays Landing, New Jersey; † 27. Januar 2000 in Woodlawn, Ohio) war eine US-amerikanische Leichtathletin und Olympiasiegerin. Sie gehörte ab 1952 den Tigerbelles des Tennessee Agricultural & Industrial State Colleges an, die von Edward Temple trainiert wurden.
Die außerordentliche Athletin hatte bereits als 16-Jährige 1948 an den XIV. Olympischen Spielen in London teilgenommen, konnte sich aber im 200-Meter-Lauf nicht für das Finale qualifizieren. Bei den XV. Olympischen Spielen 1952 in Helsinki gewann sie die Mannschaftsgoldmedaille im 4-mal-100-Meter-Staffellauf vor dem Team aus Deutschland und dem Team aus Großbritannien.
Bei den Pan American Games 1955 gewann sie Gold im 4-mal-100-Meter-Staffellauf und Silber im 200-Meter-Lauf. Bei den XVI. Olympischen Spielen 1956 in Melbourne gewann sie die Mannschaftsbronzemedaille im 4-mal-100-Meter-Staffellauf, hinter dem Team aus Australien und dem Team aus Großbritannien.
Darüber hinaus gewann sie elf nationale Titel, sechs davon bei Hallenmeisterschaften und war die erste US-amerikanische Leichtathletin, die an drei Olympischen Spielen teilnahm.

## Biographie
Mae Faggs wuchs mit ihren Eltern im Ghetto von Newark auf. Die Eltern arbeiteten im Schichtdienst in den Schiffswerften. Der Vater war Analphabet, die Mutter hatte die achte Klasse abgeschlossen. Nach dem Tod des Großvaters verließ die Familie Newark und zog zur Großmutter nach Bayside auf Long Island.
Mit der Leichtathletik kam sie dreizehnjährig in Berührung als ein Streifenpolizist namens Dykes ihre Grundschule besuchte und Kinder für die Police Athletic League (PAL) suchte, die für die einzelnen Polizeiabschnitte antreten sollten. Faggs, die sich selbst Tomboy (ein burschikoses Mädchen) nannte, war ein Naturtalent und schlug Jungs ihres Alters ohne jegliches Training. Sergeant John Brennan vom NYPD organisierte jene Wettbewerbe seinerzeit und beschloss, ein Amateur-Athletic-Union-Team zu bilden, um das gesamte Talent der Liga zu versammeln. Faggs trainierte fortan dreimal wöchentlich. 1947 erklärte ihr Brennan, dass sie sich für das olympische Team qualifizieren könne. Ein Begriff, mit dem sie nichts anfangen konnte, bis ihr Coach Jesse Owens erwähnte.
Sergeant Brennan trainierte die 200 Meter mit Faggs, da sie eine zu mittelmäßige Starterin für den 100-Meter-Sprint war. Ihre Zeiten entwickelten sich bis zu den Nationalen Meisterschaften in Grand Rapids und dem olympischen Qualifikationsrennen in Providence auf olympisches Niveau. Faggs rannte gegen Audrey Patterson vom Tennessee A & I und Nell Jackson von den Tuskegee Tigerettes. Sie schloss das Rennen auf dem dritten Platz in der erforderlichen Zeit ab und gewann damit einen Platz im olympischen Team. Hilfreich in Hinsicht auf die Ausstellung des Reisepasses war ihre Bekanntschaft zu Sergeant Brennan, der sie nicht nach London begleiten konnte, ihr Coach vor Ort war Catherine Meyer. Die Reise zu den olympischen Spielen 1948 in London dauerte per Schiff sieben Tage. Die Damen reisten erster Klasse und die Herren zweiter Klasse. Faggs erhielt für die Zeit in London einen Scheck über 25 $ von der PAL. Zu ihren Vorbildern zählten Babe Didrikson und Tuskegee-Hochspringerin Alice Coachman, mit der sie bei späteren Wettkämpfen ein Zimmer teilen sollte. Im Londoner Vorlauf rannte Faggs gegen Fanny Blankers-Koen, konnte sich als Dritte aber nicht für das Finale qualifizieren, da seinerzeit keine Zeiten in den Vorläufen genommen wurden. An der Staffel nahm sie nicht teil.
Faggs, die die 200 Meter favorisierte, wurde bei den US-Meisterschaften und dem Qualifikationsrennen für die olympischen Spiele 1952 von Catherine Hardy geschlagen, die Faggs wiederum auf den 100 Metern besiegen konnte. Hardy konnte sich nicht für das Sprintfinale qualifizieren, da sie härtere Konkurrenten hatte als US-Meisterin Faggs. Nach deren Einschätzung hätte Hardy aber besser als sie selbst abschneiden können. In der 4-mal-100-Meter-Staffel sorgten Mae Faggs, die 15-jährige Barbara Jones aus Chicago, Janet Moreau und Catherine Hardy für eine gewaltige Überraschung. In einem dramatischen Finale besiegten die USA die favorisierten Teams aus Australien, Deutschland und Großbritannien. Faggs übergab den Stab an dritter Stelle liegend, Jones fiel zurück, Janet Moreau rannte zurück unter die ersten Vier als die australische Läuferin den Stab verlor. Von einem sicheren dritten Platz aus überholte Catherine Hardy aus der Kurve kommend spektakulär erst die britische und dann die deutsche Läuferin.
Nach ihrer Rückkehr bekam Faggs zwei Kriegsanleihen und einhundert Dollar von der Kiwanis, mit denen sie an die heutige Tennessee State University reiste. Sie hatte die Wahl zwischen vier Jahren am Tennessee A & I State College und fünf Jahren am Tuskegee Institute gehabt, entschied sich aber für ein Arbeitsstipendium im näher gelegenen Tennessee. Sie musste also neben dem erschöpfenden Trainingsprogramm für Ausbildung und Unterkunft am College zwei Stunden am Tag arbeiten. Der fünf Jahre ältere Ed Temple war im selben Jahr Coach der Tigerbelles geworden und entwickelte sich zu so etwas wie einem großen Bruder für Faggs.
In Tennessee zeigte sich Faggs schockiert von den sichtbaren Konsequenzen der Rassentrennung und den Reisegefahren für Afroamerikaner in den Südstaaten. Man hielt selten an – auch nicht, um den Abort aufzusuchen – und aß rückwärtig von der Ladenfront in der Küche, sofern der Koch ein Schwarzer war. Übernachtungen wurden nach Möglichkeit vermieden und fanden ausschließlich auf dem Campus eines HBCU statt. Die Ausbildung selbst genoss Faggs hingegen sehr, denn sie hatte erstmals das Gefühl, jene Zensuren zu erhalten, die sie auch verdiente, denn an der elitären Bayside High School in Queens war sie zuweilen ungerechtfertigt in den Förderunterricht geschickt worden. Im Sport kristallisierte sich in Nashville indes eine olympische Dynastie heraus. Im Sprint belegten die Tigerbelles in den nationalen Meisterschaften meist alle Podestplätze. Unter Coach Nell Jackson, die 1973 im Zuge von Title IX stellvertretende Direktorin der Athletikabteilung an der Michigan State University wurde, rannte Faggs in ihrem Senior-Jahr mit Margaret Matthews, Wilma Rudolph und Isabelle Daniels in einer reinen Tigerbelles-Staffel zu Bronze bei den olympischen Spielen 1956 in Melbourne. Für das Erreichen des 200-Meter-Finals war Faggs jedoch zu übertrainiert. Ein Fakt, den sie nie vollständig verwand.
Im Anschluss an die Spiele entsandte sie das Außenministerium auf eine Goodwill-Tournee durch Afrika. Nach ihrer Rückkehr erhielt sie über Tennessee State ein Angebot aus einer Vorstadt von Cincinnati, als Lehrerin in Lockland, Ohio zu arbeiten. Sie begann im Januar 1957 und lehrte Sport und Gesundheitserziehung/Ernährungswissenschaften. Faggs heiratete im Juli 1958 Eddie Starr, einen Lehrer, den sie in ihrer neuen Heimat kennengelernt hatte. Ihre gemeinsame Tochter wurde 1964 geboren, ein Sohn sollte bald folgen. Faggs lehrte auch lernschwache Kinder und machte 1971 ihren Master of Arts an der University of Cincinnati. 1976 wurde Mae Faggs in die National Track and Field Hall of Fame aufgenommen. 1989 ging sie in Rente und nahm für zweieinhalb Jahre einen Halbtagsjob an der Xavier University an. Ihren Ruhestand verbrachte sie mit Golf.